# Tommy Dreamer
Tommy Dreamer, geboren als Thomas Laughlin (Yonkers (New York), 14 februari 1971) is een Amerikaans professioneel worstelaar die vooral bekend is van zijn tijd bij Extreme Championship Wrestling, World Wrestling Entertainment en Total Nonstop Action Wrestling.

## In worstelen
- Finishers
  - DDT
  - Dreamer Driver (Death Valley driver, sometimes proceeded by spinning the opponent around)
  - Piledriver
  - Sitout side powerslam
  - TommyHawk (Reverse crucifix cutter)

- Signature moves
  - Cloverleaf
  - Diving splash
  - Fallaway slam
  - Falling neckbreaker
  - Inverted DDT, sometimes proceeded by a scoop lift
  - Overhead gutwrench flipped sideways into a cutter
  - Pumphandle suplex
  - Running one–handed bulldog
  - Spinning sitout spinebuster

- Managers
  - Francine
  - George
  - Paul Heyman
  - Jazz
  - Alexis Laree
  - Beulah McGillicutty
  - Luna Vachon
  - Kimona Wanalaya

## Prestaties
- Border City Wrestling
  - BCW Can-Am Heavyweight Championship (1 keer)

- Century Wrestling Alliance
  - CWA Heavyweight Championship (1 keer)

- Eastern Championship Wrestling - Extreme Championship Wrestling
  - ECW World Heavyweight Championship (1 keer)
  - ECW World Tag Team Championship (3 keer; 1x met Johnny Gunn, 1x met Raven en 1x met Masato Tanaka)

- International World Class Championship Wrestling
  - IWCCW Tag Team Championship (3 keer met G.Q. Madison)

- International Wrestling Association
  - IWA Hardcore Championship (1 keer)

- KYDA Pro Wrestling
  - KYDA Pro Heavyweight Championship (1 keer)

- Southwest Premier Wrestling
  - SPW Texas Heavyweight Championship (1 keer)

- World Wrestling Federation/Entertainment
  - WWF/WWE Hardcore Championship (14 keer)
  - ECW Championship (1 keer)